# پرچین (خدابنده)
موقوفه پرچین (خدابنده)، روستایی از توابع بخش دوتپه شهرستان خدابنده در استان زنجان ایران است.این روستا با روستاهای قطار بلاغی، گلمکان، رباط، آقچه قیا و موقوفه دهشیر همجوار است.

## جمعیت موقوفه
این موقوفه در دهستان حومه قرار دارد و براساس سرشماری مرکز آمار ایران در سال ۱۳۸۵، جمعیت آن ۸۳۴ نفر (۱۵۸خانوار) بوده‌است.

## وقف
این روستا از جمله موقوفات آستان مقدس حرم حضرت معصومه (س) می باشد.